# Исаак (хазарский царь)
Исаак бен Ханукка — царь Хазарского каганата из рода Буланидов, правивший примерно в середине IX века.
О нём ничего неизвестно, его имя упоминает лишь в своём письме хазарский царь Иосиф. В полных редакциях письма он пятый представитель династии. Сын царя Ханукки и отец царя Завулона. В короткой версии списка из Иегуды Барзиллая он сын Манассии I и отец Манассии II. Как и все члены династии носил титул «царя» (ивр. ха-мелех), то есть, по всей видимости, являлся беком, а не каганом.
Утверждение, что имя Исаак также якобы носил последний известный правитель Аварского каганата, упомянутый под 811 годом в «Анналах королевства франков», является результатом конъектуры (в лат. оригинале Canizauci) и в современной специальной литературе отвергнуто.